# Lisa Lindgren

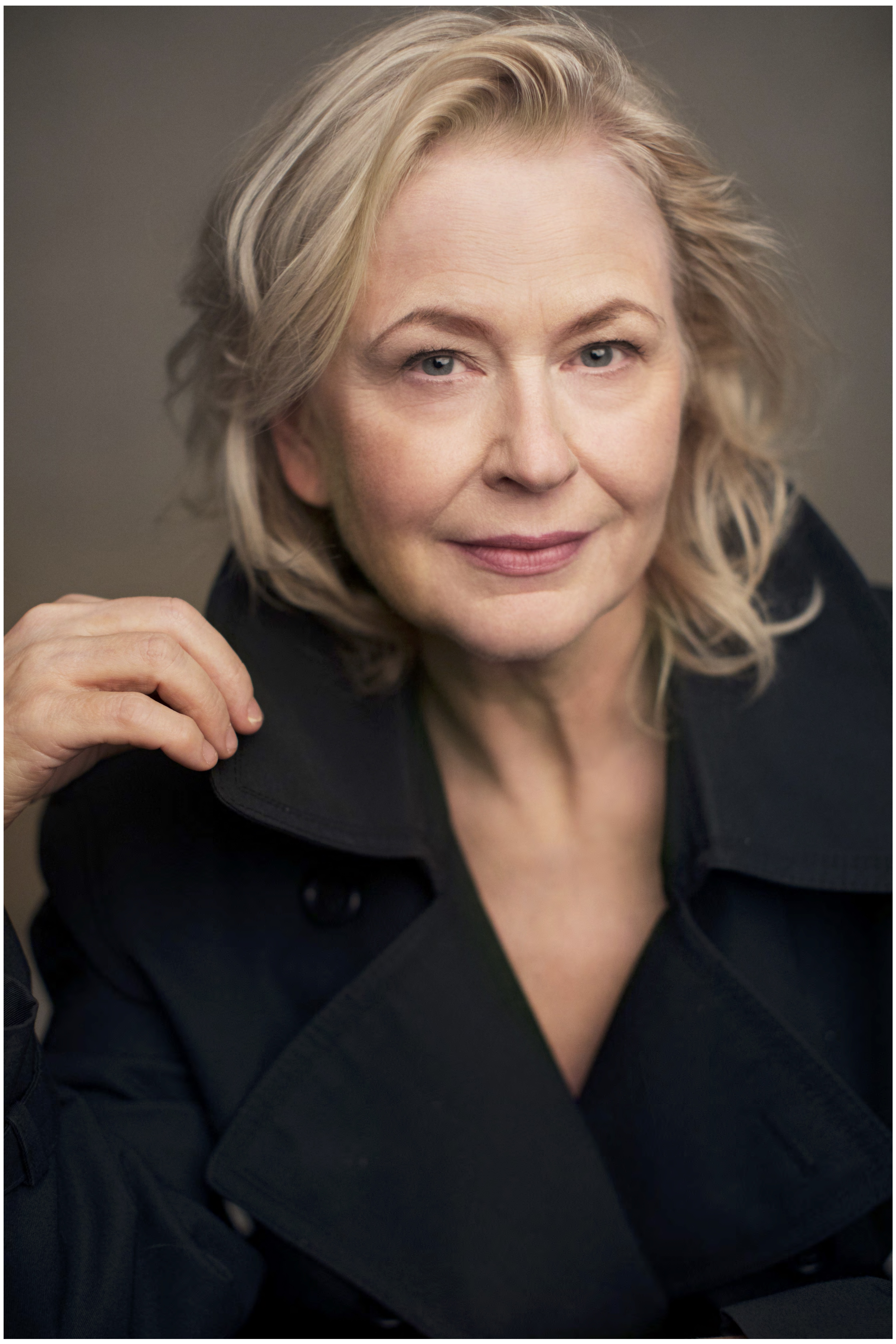
Lisa Lindgren 2024

Elisabet (Lisa) Lindgren, född 3 juni 1968 i Råsunda församling i Solna, Stockholms län, är en svensk skådespelare.

## Biografi
Lisa studerade på Teaterhögskolan i Malmö  och tog examen 1993. Tillsammans med bl.a Katta Pålsson och Ulrika Malmgren medverkade hon i flera produktioner i gruppen Darling Desperados.
Lindgren ingår i Göteborgs stadsteaters fasta ensemble. Hon har medverkat i föreställningar som Den goda människan i Sezuan, Lilla Livet, Romeo och Julia, Night Rider, Butterfly Kiss, Hunger, Publiken och Jag vill inte dö, jag vill bara inte leva. Utöver detta har hon varit verksam som frilansare vid Stockholms stadsteater, Helsingborgs stadsteater och Riksteatern.

## Filmografi
- 2000 – Tillsammans
- 2001 – Hans och hennes
- 2002 – Skenäktenskap
- 2002 – Klassfesten
- 2002 – Tusenbröder (TV-serie)
- 2003 – Lejontämjaren
- 2004 – Populärmusik från Vittula
- 2004 – Hjärtslag
- 2005 – Percy, Buffalo Bill och jag
- 2005 – Made in Yugoslavia
- 2005 – Wallander – Mastermind
- 2006 – Tusenbröder – Återkomsten
- 2008 – Selma (TV-serie)
- 2009 – Rosenhill
- 2010 – Maria Wern – Stum sitter guden (TV-serie)
- 2019 – Allt jag inte minns (TV-serie)
- 2020 – Bäckström (TV-serie)
- 2021 – Zebrarummet (TV-serie)
- 2023 – Vernissage hos Gud
- 2023 – Tillsammans 99
- 2024 – Smärtpunkten (TV-serie)
- 2024 – Doktrinen (TV-serie)
- 2025 – Synden (TV-serie)

## Roller i teater
| År   | Roll          | Produktion | Regi                         | Teater                   |
| ---- | ------------- | --- | ---------------------------- | ------------------------ |
| 2005 | Mamman        | Jordpojken Gunilla Boëthius | Fransesca Quartey            | Helsingborgs stadsteater |
| 2007 |               | Lilla livet Sofia Fredén | Alexander Öberg              | Göteborgs stadsteater    |
| 2007 |               | Romeo och Julia (The Tragedy of Romeo and Juliet) William Shakespeare | Maria Löfgren                | Göteborgs stadsteater    |
| 2008 |               | Butterfly Kiss Phyllis Nagy | Malin Stenberg               | Göteborgs stadsteater    |
| 2009 |               | Publiken (El público) Federico García Lorca | Suzanne Osten                | Göteborgs stadsteater    |
| 2010 |               | Familjen (August: Osage County) Tracy Letts | Peter Dalle                  | Göteborgs stadsteater    |
| 2011 |               | Profeten i Västra Götaland Sofia Fredén | Anna Takanen                 | Göteborgs stadsteater    |
| 2012 |               | Mittens rike Jan Käll, Johanna Emanuelsson, Richard Turpin och ensemblen | Richard Turpin               | Göteborgs stadsteater    |
| 2014 | Tina          | Kikkiland Dennis Magnusson | Dennis Sandin                | Göteborgs stadsteater    |
| 2014 |               | Flotten, Hemmet, Sandlådan 2014 Kent Andersson, Bengt Bratt och Mattias Andersson                                                                                               | Mattias Andersson            | Göteborgs stadsteater    |
| 2015 |               | Möjligtvis har det inträffat en incident (There Has Possibly Been An Incident) Chris Thorpe                                                                                     | Fredrik Lusth Magnus Lindman | Folkteatern, Göteborg    |
| 2016 |               | Mephisto Klaus Mann | Pontus Stenshäll             | Göteborgs stadsteater    |
| 2018 |               | Motherdog Hans Van den Broeck, Max Bolotin och Sara Tuss Efrik | Hans Van den Broeck          | Göteborgs stadsteater    |
| 2018 |               | Dom blinda (Kaldet) Astrid Saalbach | Sisela Lindblom              | Göteborgs stadsteater    |
| 2019 | Philaminte    | Lärda kvinnor (Les Femmes savantes) Molière | Hilda Hellwig                | Göteborgs stadsteater    |
| 2019 | Herr Puntila  | Herr Puntila och hans dräng Matti (Herr Puntila und sein Knecht Matti) Bertolt Brecht                                                                                           | Pontus Stenshäll             | Göteborgs stadsteater    |
| 2022 | Patient       | Mordet på Marat (Die Verfolgung und Ermordung Jean Paul Marats, dargestellt durch die Schauspielgruppe des Hospizes zu Charenton unter Anleitung des Herrn de Sade) Peter Weiss | Jan Klata                    | Göteborgs stadsteater    |
| 2023 | Irene Stissig | Revisorn (Ревизо́р, Revizór) Nikolaj Gogol | Frida Röhl                   | Kulturhuset Stadsteatern |